# Clutia kamerunica
Clutia kamerunica là một loài thực vật có hoa trong họ Peraceae. Loài này được Pax mô tả khoa học đầu tiên năm 1910.